# 有難や節 あゝ有難や有難や
『有難や節 あゝ有難や有難や』は1961年に公開された日活映画作品。1960年11月にコロムビアレコードより発売され流行した守屋浩の歌謡曲『有難や節』を題材としている。西河克己監督、和田浩治主演。

## 概要
守屋浩の『有難や節』は1960年に発売され大ヒットとなっていた。そのヒットに便乗する形で製作されたバラエティ映画で、「怪作」とも呼ばれる。
守屋をはじめ、守屋が所属するコロムビアレコードの所属歌手も多数出演しており、かまやつひろしも1961年2月に発売した『凸凹ブルース』を劇中で歌っている。

## あらすじ
春山浩一は守田自動車工場で働くお調子者の青年。衝突事故の現場に警察より早く駆けつけると、事故を起こしたエミから事故車を格安で買い取った。
守田自動車工場の社長・守田庫之助はヤクザの神田組から借金をしており、ついには神田組に工場の敷地を乗っ取られ、心臓発作を起こして寝込んでしまう。庫之助に「心臓発作はこの一年、金策に駆け回ってお参りに行かなかったための祟り」だとお稲荷様のお告げの夢があったことを浩一に伝え、自分の代わりに豊川稲荷へお参りに行くよう頼み、同時にお告げで家出して行方不明の息子・弘が豊川あたりをうろついていると言われたので、浩一に捜索を頼んだ。庫之助の娘・洋子は父親のバカな頼みを止めようとするが、浩一は自分の田舎が豊川にほど近い西浦温泉だということを打ち明けると、庫之助の頼みを了承した。
浩一は、途中の箱根で車がパンクして困っている梅沢建設の社長令嬢・雅子と出会い、タイヤ交換を手伝うが、誤ってタイヤを崖下に落してしまう。浩一と雅子がタイヤを拾いに行くと、梅沢建設の設計技師・相沢を乗せた車が転落してくる。相沢は雅子に新型排水タービンの設計図を渡して息絶えた。その設計図を奪おうと、神田組の手下の松が襲ってくるが、浩一はこれを阻止する。梅沢建設と神田組配下の建設会社は競合しており、新型排水タービンを使うと梅沢建設の入札価格が安く抑えられるようになるからであった。浩一は雅子の警護役として岡崎市にある梅沢建設岡崎出張所へ行き、社長の梅沢克男や社員の坂崎に雅子と設計図を引き渡す。そして、守田弘が神田組の経営するキャバレー“龍城”に出演しているという情報を得た。
浩一は、キャバレー“龍城”へ行き、エミと再会する。浩一は無事に弘と会い、庫之助が倒れたことを伝える。弘は給料を前借し、浩一に渡した。続いて、浩一は西浦温泉の寒月寺に行くと祖父である住職の龍光和尚に金策のため、亡くなった母が浩一のために残していた山林を売ってくれないかと頼むが、逆に寺を継ぐために坊主になることを勧められ、慌てて逃げ出した。
浩一は梅沢に自分を雇ってくれるように頼み込む。梅沢はこれを快諾。続いて浩一は給料の前借を頼み込み、設計図を届けてくれた礼もあるので梅沢はこれも快諾するが、浩一のほうがまずは働いてからと言い出して、工事現場へ向かう。浩一は工事を邪魔するためにダイナマイトが仕掛けられているのを見つける。浩一は火のついた導火線を消そうとするが、失敗。そこへ神田組に雇われた殺し屋ジミイを名乗る男が拳銃で導火線を吹き飛ばした。その現場で浩一は坂崎が使っていた赤いライターを拾った。
金目の物を探して寒月寺の蔵に忍びこんだ浩一は、自分の母親と神田組の組長・神田龍造とがいっしょに写った写真を見つける。神田は自分の父親なのか? 浩一は龍光を問い詰めるが、龍光はこれを否定する。
浩一は神田を豊川稲荷に呼び出して写真を突きつけると、神田は浩一の父親であることを認めた。神田は自分の下で働くことを浩一に提案するが、浩一は自分と母親を捨てた神田に1000万円の慰謝料と梅沢建設や守田自動車工場から手を引くことを要求する。
一方、坂崎は雅子を呼び出し、浩一が神田の息子であることを告げ、雅子に愛を告白するが、雅子は逃げようとする。逃げようとした雅子を松が捕まえた。
浩一は梅沢に自分が神田の息子であることを打ち明け、それでも梅沢のために働くことを誓う。そこへ雅子を誘拐したという電話がかかってくる。雅子を返してほしければ、次の入札を譲ること、1時間以内に新型タービンの設計図をキャバレー“龍城”に持ってくるよう神田が脅してきた。浩一は坂崎にライターを突きつけるが、坂崎は神田の命令で動いただけだと反論する。
坂崎を連れてキャバレー“龍城”へ来た浩一は松に襲われる。松を倒した浩一だったが、神田と坂崎の姿を見失った。神田のやり方に愛想をつかしたエミが、神田の行き先を教えた。
梅沢は神田と会う。神田は更に坂崎と雅子を結婚させることを条件に出し、坂崎は雅子に銃を突きつけた。そして条件を飲まないなら、ここで梅沢を撃ち、梅沢の仕事を坂崎が継ぐことを告げる。それは名案だと笑いながらジミイが現れ、相沢を殺したのも坂崎だと打ち明ける。汚い手段が嫌いなジミイは坂崎を撃ち、続いて神田も撃とうとするが、駆けつけた浩一が、こんなヤツでもたった一人の父親なんだと、神田をかばう。そこへ龍光和尚が警官と共に現れ、神田は逮捕される。龍光は神田が確かに自分の息子であることを打ち明けるが、浩一の父親は神田が去った後に養子に迎えた男であったことを告げる。
豊川稲荷の祭礼には、快癒した庫之助や洋子も駆けつけてくる。弘の歌う「有難や節」に乗せて、皆で気持ちよく踊るのであった。

## 出演
- 春山浩一 - 和田浩治
- 梅沢雅子 - 清水まゆみ
梅沢建設の令嬢
- 守田弘 - 守屋浩
庫之助の息子。家出して行方不明だったが、キャバレー“龍城”で『有難や節』のB面「便利節」を歌う。
- 龍光和尚 - 大坂志郎
浩一の祖父。西浦温泉にある寒月寺で住職を務めている。
- 守田庫之助 - 森川信
浩一の勤める守田自動車の社長
- 守田洋子 - 吉永小百合
庫之助の娘。弘の妹。
- エミ - 星ナオミ
浩一に事故を起こした車を格安で売った。神田の愛人。
- 殺し屋ジミイ - 内田良平
神田龍造の子分だが、汚い手段を嫌っており、浩一に協力するようになる。
- 神田龍造 - 田中明夫
神田組の組長。キャバレー“龍城”の経営者。
- 梅沢克男 - 山内明
梅沢建設の社長。雅子の父。
- 坂崎 - 近藤宏
梅沢建設岡崎出張所の社員
- 松 - 高品格
神田龍造の子分
- 竹 - 山口吉弘
神田龍造の子分
- 梅 - かまやつひろし
神田龍造の子分
- 西村 - 小泉郁之助
梅沢建設岡崎出張所の社員
- 相沢 - 神山勝
梅沢建設岡崎出張所の設計技師。新型排水タービンを発明し、特許を申請する寸前だった。
- 古道具屋の主人 - 天草四郎
浩一が寒月寺の重要文化財の仏像を売ろうとした相手。
- 浜口庫之進 - 浜口庫之助
会社社長。脚を怪我しており、その快癒祈願のために、ホーネンス耕運機[2]に乗って豊川稲荷を参拝する。
- ポール聖名子
キャバレー“龍城”の歌手。「ブーブーお月さん」なる曲を歌う。
- 田辺昭知とザ・スパイダース
キャバレー“龍城”の楽団
- 花村菊江、岡田ゆり子、榊原貴代子
西浦温泉たつき荘で歌っている芸者たち